# Oospila striolata
Oospila striolata là một loài bướm đêm trong họ Geometridae.